# Kanał Koryncki

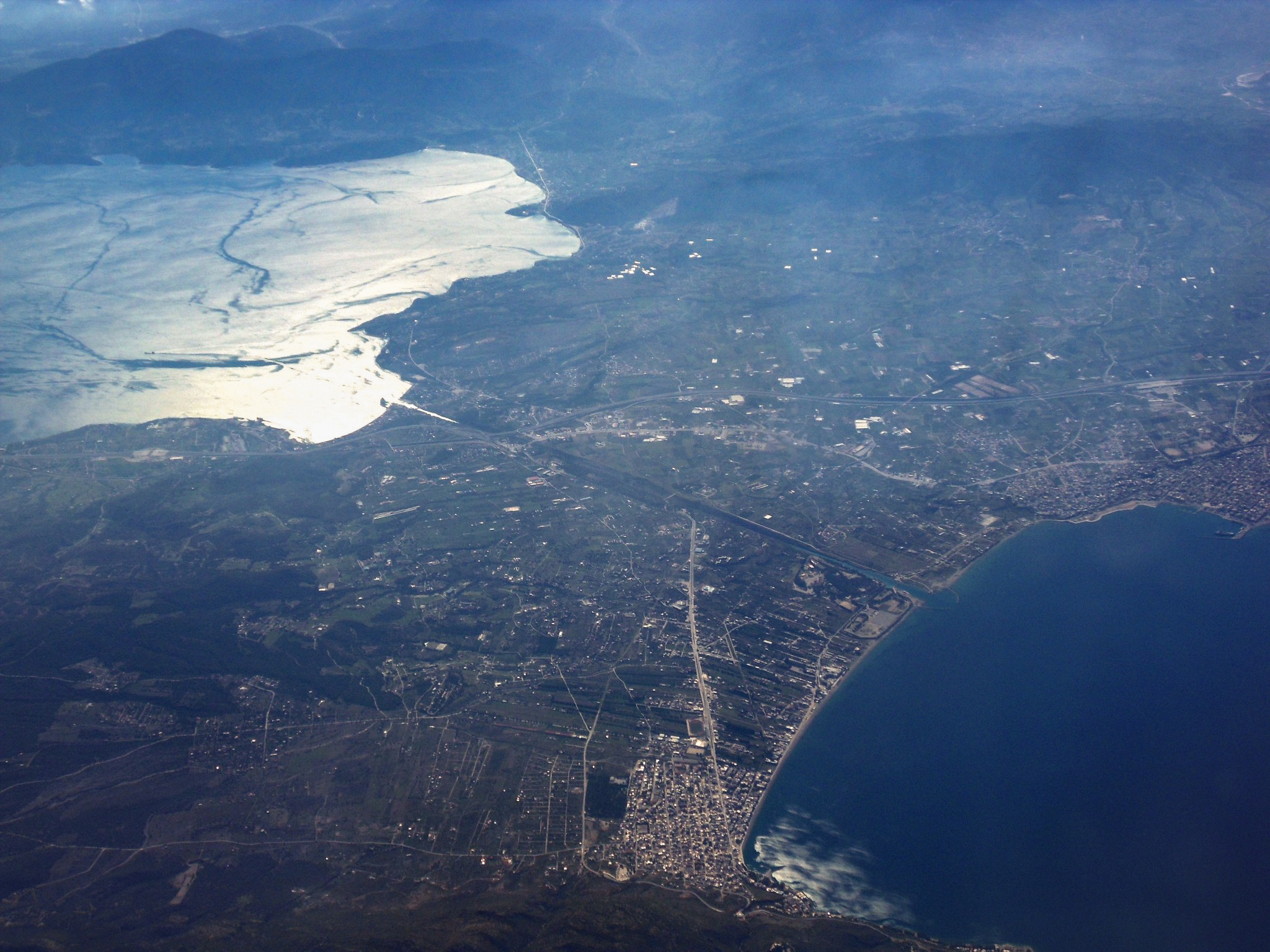
Kanał Koryncki widziany z samolotu. U dołu zdjęcia zabudowania Lutraki, po prawej – wschodnie dzielnice Koryntu.

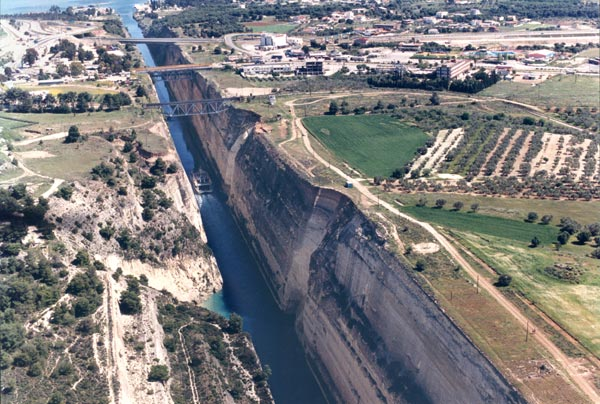
Kanał Koryncki

Kanał Koryncki (gr. Διώρυγα της Κορίνθου – kanał wodny żeglugi morskiej w Grecji, łączący Morze Egejskie (Zatoka Sarońska) z Morzem Jońskim (Zatoka Koryncka). Kanał przecina Przesmyk Koryncki, oddzielając tym samym półwysep Peloponez od głównej części Grecji, czyniąc go teoretycznie wyspą. Niemal u wylotu Kanału Korynckiego leżą miasta Korynt i Lutraki.

## Charakterystyka
Dzięki kanałowi statki mogą zaoszczędzić ponad 200 Mm podróży, którą musiałyby odbyć wokół Peloponezu. Jego szerokość sprawia, że jest on zbyt wąski dla nowoczesnych dużych jednostek. Używany jest przez statki turystyczne, bardzo rozpowszechnione na greckich morzach kabotażowce, jednostki marynarki wojennej i portowych służb technicznych. Rocznie pokonuje go około 11 tys. statków.
Istnieje most kolejowy, trzy konwencjonalne mosty samochodowe (w tym dwa podwójne – dwie dwupasmowe jezdnie) i dwa drogowe mosty zwodzone, na dwóch krańcach kanału – opuszczane na dno – z których wschodni stanowi też popularny punkt widokowy. W kanale nie ma śluz, występuje prąd o prędkości do 2,5 węzła.

## Wymiary kanału[3]
- długość: 6343 m,
- szerokość: 24,6 m – (na poziomie morza), 21,3 m – na dnie kanału,
- głębokość: 8,3 m – od lustra wody do dna, 78 m – od lustra wody do góry (wysokość ścian),.
- kąt pochylenia ścian: 71–77°.

## Historia
Pierwsze plany przekopania (a mówiąc dokładniej wykucia w niezbyt mocno związanym skalistym podłożu) kanału w najwęższym miejscu Przesmyku Korynckiego sięgają około 602 r. p.n.e., a przypisuje się je Periandrowi. Już w tym okresie działał system transportu w tym rejonie statków lądem, wozami poruszającymi się w kamiennych koleinach, nazwany diolkos. W roku 67 Neron nakazał kopanie kanału 7000 niewolnikom, z czego większością byli żydowscy jeńcy z rzymskiej kolonii Judei. Podobno wbił on nawet pierwszą łopatę pod budowę. Jednak wkrótce Neron zmarł, a jego następca Galba zarzucił projekt, który wydał mu się zbyt kosztowny. Pozostał po nim wąwóz o długości 3,3 km.
Dopiero w XIX wieku rozwój techniki umożliwił przeprowadzenie prac. Budowę kanału zaczęto ponownie rozważać po uzyskaniu niepodległości przez Grecję, jako przedsięwzięcie państwotwórcze, pod wpływem wielkich kanałów powstających wtedy na świecie. Sprzyjała temu wizyta w Atenach w 1869 roku światowej sławy budowniczego kanałów Ferdinanda de Lessepsa, po której parlament postanowił o budowie kanału. W roku 1881 budowy podjęła się powołana w tym celu międzynarodowa spółka akcyjna, jednak nie podołała zadaniu i zbankrutowała w 1889 roku. Problemy stwarzała mała spoistość gruntu, powodująca osunięcia i konieczność szalowania. Ostatecznie budowę ukończyła Kompania Grecka, należąca do Andreasa Sygrosa, greckiego polityka, bankiera, przemysłowca i społecznika. Tablice upamiętniają m.in. inżynierów narodowości węgierskiej: Istvána Türra (inicjatora powstania spółki budującej kanał) i Bélę Gerstera (projektanta kanału). Kanał otwarto w lipcu 1893 roku, w obecności króla Jerzego I i królowej Olgi, która przecięła wstęgę, lecz dla ruchu został oddany dopiero w styczniu 1894 roku.
W trakcie eksploatacji często dochodzi do dalszych osunięć brzegów, wymagających ponownego pogłębienia. W 1923 roku doszło przez to do zamknięcia kanału na dwa lata. Podczas II wojny światowej w kwietniu 1941 roku most na kanale był celem niemieckiego desantu, lecz został wysadzony w czasie walk. Jesienią 1944 roku znaczne zniszczenia poczynili wycofujący się Niemcy i kanał został ponownie otwarty 7 lipca 1948 roku.